# コーヒーサイフォン

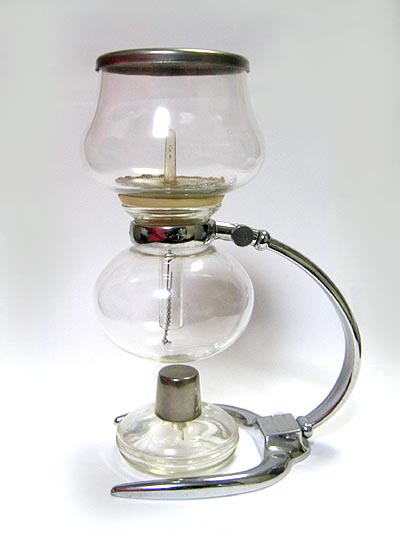
コーヒーサイフォン

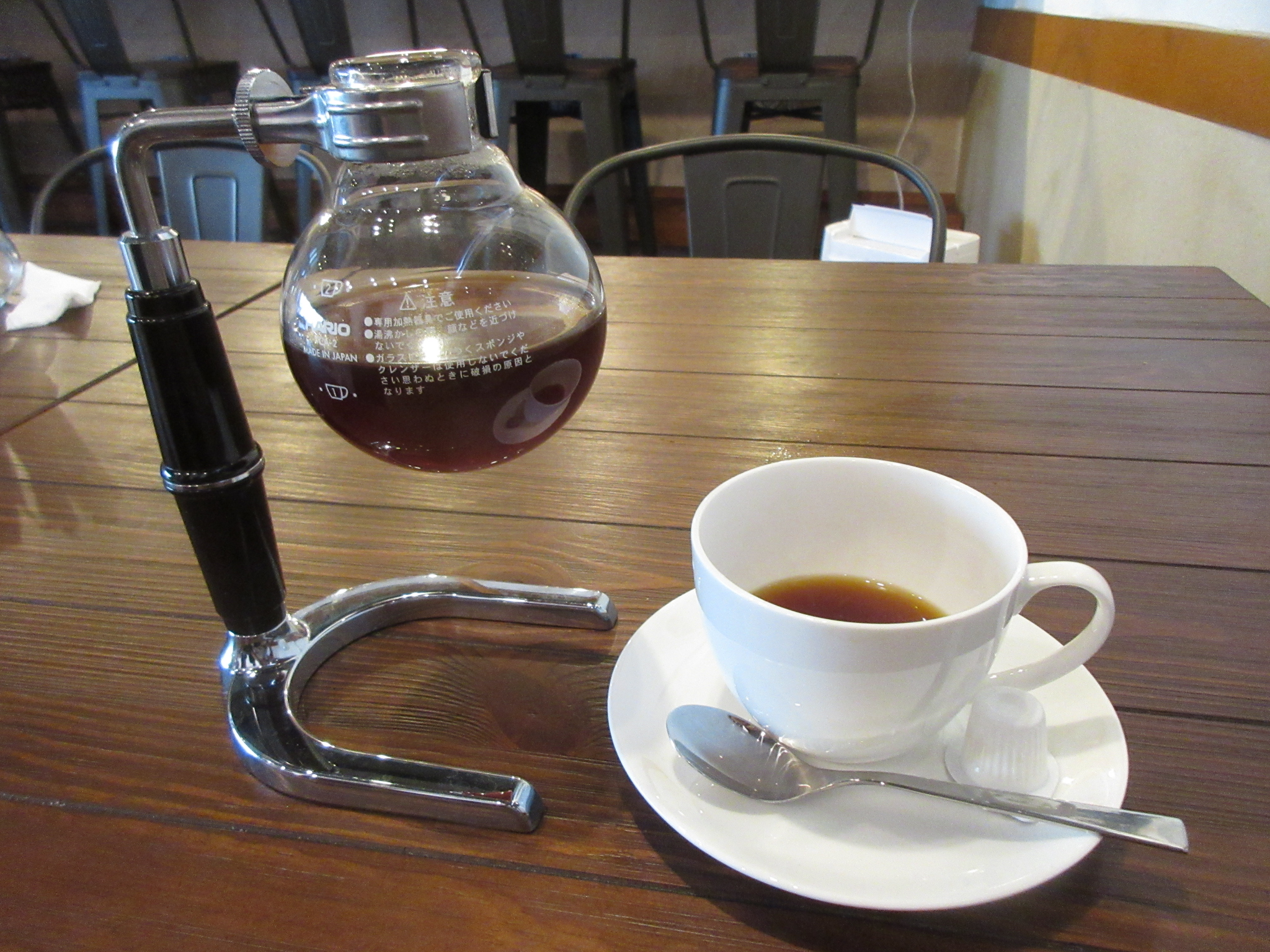
サイフォンで抽出されたコーヒー

コーヒーサイフォンは、水の蒸気圧を利用してコーヒーを淹れるガラス製の器具である。日本では単にサイフォンとも呼ばれ、英語ではVacuum coffee maker, vac pot, syphon coffee makerなどと呼ばれる。
19世紀のヨーロッパで発明されたものであり、日本では1925年（大正14年）に初めて島屋商会（現：珈琲サイフオン）から「コーヒーサイフォン」として販売された。

## 概要
1840年にイギリスのジェイムス・ロバート・ネイピア（ロバート・ナピアー）が考案したという説が広まっているが、実際にはそれ以前からヨーロッパ各地で使われていた。詳細については歴史を参照。
日本では、「ドリップ式」と並んで良く知られたコーヒーの抽出方法の一つである。ドリップ式に比べて手作業による抽出ぶれが少ないため味の再現性がよいことと、抽出時にコーヒーの香りが強く出ること、器具の形状や抽出のときの湯の動きから理科の実験を連想させる独特の雰囲気を醸し出すこと、などの特長があり、コーヒー愛好家や一部の喫茶店に用いられている。また抽出器具としては手軽さにおいて劣るため、使用している人口はドリップに比べると少ない。
見た目の美しさから、喫茶店などでインテリアとして展示されていることもある。

## 構造
蒸気吸引を利用したコーヒー抽出器具は大きく分けて、(1)ガラス風船型、(2)ナピアー式、(3)天秤式サイフォン の3つのタイプが存在する。このすべてが広い意味ではサイフォンと呼ばれることがあるが、一般には(1)のガラス風船型のものを指すことが多い。これ以外の2つのものについてはサイフォンに類する抽出器具で後述する。
日本で最もよく知られている形のサイフォンは、ガラス風船型（ glass balloon 、あるいは French balloon ）と呼ばれる形状のものである。耐熱ガラスで出来た上下2つのパーツ（漏斗およびフラスコ）と、漏斗に取り付けるフィルター、およびこれらを支える台、で構成される。抽出を行うには、加熱するためのアルコールランプやガスコンロなどが別途必要となる。また、加熱部分を電気式にしたガラス風船型サイフォン式のコーヒーメーカーも販売されている。

## 抽出の実際

コーヒーサイフォン内部の水の動きを示す模式図

サイフォンによるコーヒーの抽出は、以下のようなステップで行われる。
1. フラスコ（下側のガラスパーツ）に湯または水を入れ、アルコールランプで加熱する。
2. 漏斗（上側のガラスパーツ）にフィルターを装着し、粉砕したコーヒーを入れておく。
3. 湯が沸騰しはじめたら一旦火を外し、漏斗を差し込む。
4. 再び加熱すると、沸騰に伴う蒸気圧によってフラスコ内が正圧になり、湯が漏斗へと押し上げられ、コーヒーの粉と混ざって抽出が行われる（右模式図の状態）。
5. 一定時間後火を外すと、フラスコ内部の気体が冷却され陰圧になり、漏斗に上った湯がフラスコへ吸引される。その際、コーヒーの粉はフィルターで除かれる。
6. フラスコ内に回収された抽出液を、コーヒーとして飲用する。

出来上がるコーヒーの味は、コーヒー豆の挽き具合、抽出時間、火力などによって調整される。用いるコーヒーの粒子が細かいほど、また漏斗に留まる時間を長く取るほど、成分が抽出されやすく味が濃くなる。火力は湯の温度に影響を与えるだけでなく、湯が上に移動する速度に影響して抽出時間などにも作用する。なおアルコールランプの場合、火力の調整は出す芯の長さと炎をフラスコへ当てる位置によって行うことが多い。
湯が漏斗内に上った時、コーヒーの粉は湯に浮かんだ状態になるので、竹べらなどを使って粉をほぐすように撹拌する。このときの撹拌の仕方によっても味が若干変化し、荒っぽく混ぜすぎるのはよくないとされる。通常言われている抽出時間は漏斗に湯が上がってから2〜3分程度で火を外すというものであるが、抽出時間によって味が変わり、味に対する好みは人それぞれであるため実際の抽出時間はさまざまである。
これらの、抽出に影響する要素の定量化が比較的容易なことが、サイフォンで抽出したコーヒーの味が安定し再現性がよい理由の一つだと考えられている。
なおフラスコの外が濡れた状態で炎を当てるとガラスが破損する原因となるため、注意が必要である。

## サイフォンに類する抽出器具

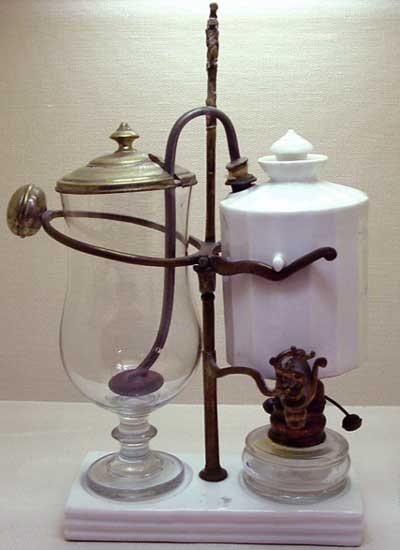
天秤式サイフォン

ナピアー式抽出器 (Napierian brewer) は、1840年代にスコットランドの造船技術者ジェイムス・ロバート・ネイピアが考案したものである。アメリカや日本では、これが最初のサイフォンだと考える人も存在する。丸底フラスコとビーカーを左右に配置した形になっていた。フラスコの口からビーカーの底に吸引管がのびており、その先端には金属製のフィルタを備えていた。吸引管のフラスコ側の端は、フラスコの口までしかなく、フラスコ内には のびていなかった。

天秤式サイフォン (balancing siphon) は、ナピアー式とほぼ同時期に考案されたものである。ウィーン式サイフォン装置 (Viennese siphon machine) 、あるいは考案者のルイス・ガベットの名からガベットとも呼ばれる。日本では、ウィーンで19世紀に作られた、代表的な商品の名前からオデットという名前で呼ばれることもある。外見上はナピアー式と酷似していて、左右にパーツが並んでいるが、この2つのパーツが天秤上でバランスを取っているのが特徴である。加熱する側のフラスコの下には、アルコールランプのキャップが取り付けられており、湯が完全に抽出槽に移動すると天秤が傾いてランプの火が消され、温度が下がって抽出済みのコーヒーが濾過される。なお、この自動消火のアイデアは古いガラス風船型にも既に見られる。当時はまだ耐熱ガラスがなく過熱による事故が相次いだため、自動消火の機能を備えたものは少なくなかった。

## 歴史
コーヒーサイフォンの起源には諸説あり、正確には分かっていない。1840年頃、イギリス・スコットランドの造船技師ロバート・ネイピアが「ナピアー式サイフォン」を考案したというのが最も有名な説である。ただし、1830年代にはすでにドイツでガラス風船型のサイフォンが使われていたとする説もある。ナピアー式サイフォンは20世紀初め頃までイギリスで愛用された。
- 1841年、フランスのヴァシュー夫人 (Madame Vassieux of Lyons) がガラス風船型サイフォンの特許を取得。このサイフォンは現在とほぼ変わらない形状のものであった。[4]
- 1844年、ルイス・ガベットが天秤式サイフォンの特許を取得。

20世紀に入って、アメリカで相次いで「新しい吸引式コーヒー抽出器具」の特許が取得される。ただし、これは既にヨーロッパで用いられていたものとほぼ同様のものであった。特に1914年に特許取得されたものはヴァシュー夫人が1841年に発表したものとほぼ同一のものである。なお、当時のアメリカにおいては「サイフォンの考案者はジェイムス・ロバート・ネイピア」という主張が出回っており、それ以前のガラス風船型の歴史は語られなかったとされる。
- 1915年、初めてパイレックス製のサイフォン Silex が製造される。以後、Cona, Coryなどのブランド名で、耐熱性のガラス風船型サイフォンが製造される。
- 1925年（大正14年）、医療品輸出業者の島屋商会（現：珈琲サイフオン）の初代社長 河野彬が初の国産コーヒーサイフォン「河野式茶琲サイフオン（こうのしきちゃひいサイフォン）」を開発、販売した[5]。